# ニトロン酸モノオキシゲナーゼ
ニトロン酸モノオキシゲナーゼ（英:nitronate monooxygenase）は、窒素代謝酵素の一つで、次の化学反応を触媒する酸化還元酵素である。
エチルニトロン酸 + O2 + FMNH2 {\displaystyle \rightleftharpoons } アセトアルデヒド + 亜硝酸 + FMN + H2O
反応式の通り、この酵素の基質はエチルニトロン酸とO2とFMNH2、生成物はアセトアルデヒドと亜硝酸とFMNとH2Oである。
組織名はnitronate:oxygen 2-oxidoreductase (nitrite-forming)で、別名にNMO、2-nitropropane dioxygenase (incorrect)がある。